# Arcidosso
Arcidosso is een gemeente in de Italiaanse provincie Grosseto (regio Toscane) en telt 4173 inwoners (31-12-2004). De oppervlakte bedraagt 93,3 km², de bevolkingsdichtheid is 45 inwoners per km².
De volgende frazioni maken deel uit van de gemeente: Bagnoli, Macchie, Montelaterone, Salaiola, San Lorenzo, Stribugliano, Zancona.

## Demografie
Arcidosso telt ongeveer 1925 huishoudens. Het aantal inwoners daalde in de periode 1991-2001 met 0,5% volgens cijfers uit de tienjaarlijkse volkstellingen van ISTAT.
| Jaar | Inwoneraantal |
| ---- | ------------- |
| 1991 | 4135          |
| 2001 | 4114          |

## Geografie
De gemeente ligt op ongeveer 679 meter boven zeeniveau.
Arcidosso grenst aan de volgende gemeenten: Campagnatico, Castel del Piano, Cinigiano, Roccalbegna, Santa Fiora.

## Externe link

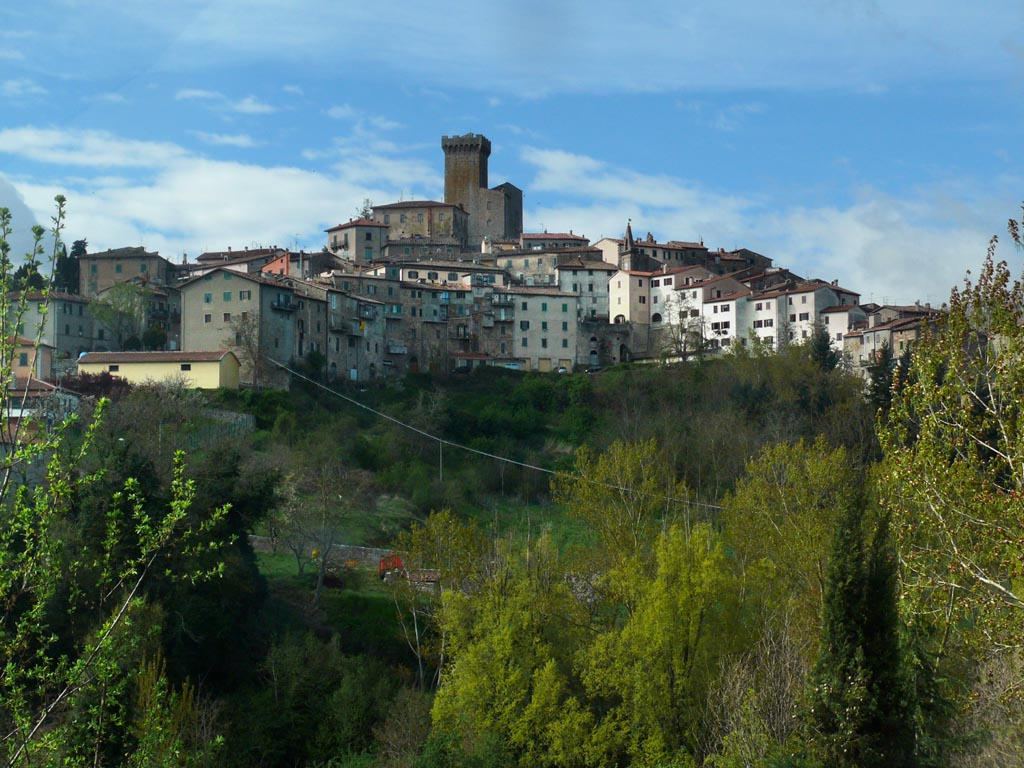
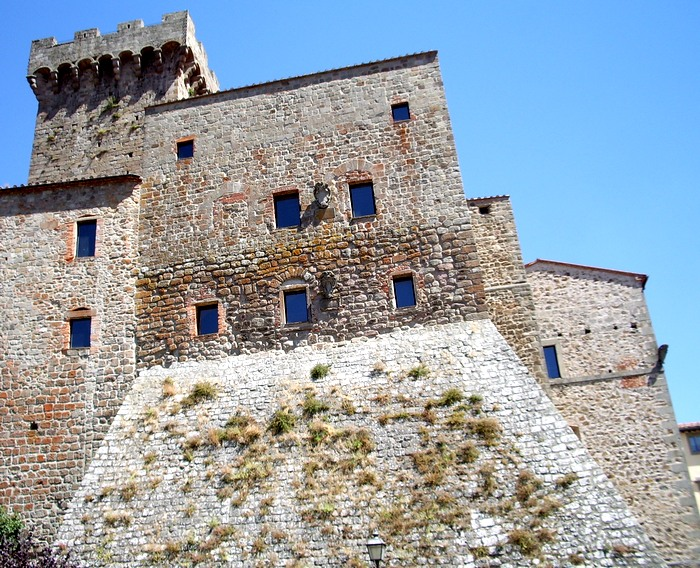
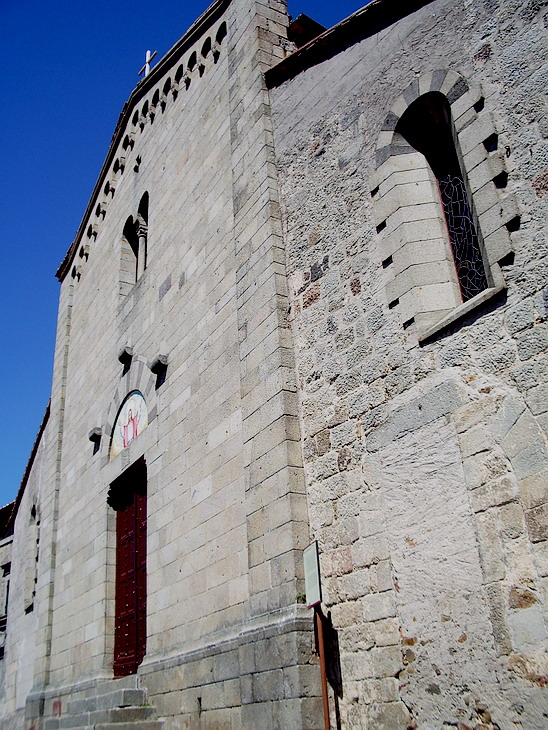